# Ginkgoàcies
Les ginkgoàcies (Ginkgoaceae) són una família de gimnospermes de la divisió Ginkgophyta que va aparèixer durant l'era Mesozoica, amb un únic representant actual, Ginkgo biloba, que per aquest motiu es considera un fòssil vivent. Antigament, però, hi havia diversos altres gèneres que formaven boscos. Com que les fulles poden adoptar formes tan diverses dins d'una sola espècie, aquestes són una mesura pobre de la diversitat, tot i que les diferents estructures de fusta apunten a l'existència de diversos boscos de ginkgo en l'antiguitat.

## Taxonomia
La família Ginkgoaceae inclou els següents gèneres:
- †Baiera
- †Baieroxylon
- †Cheirophyllum
- †Chiropteris
- Ginkgo
- †Ginkgoites
- †Ginkgoïdium
- †Ginkgopitys
- †Phoenicpsis
- †Polyspermophyllum
- †Trichopitys